# منطقه نمونه گردشگری شاندیز
منطقه نمونه گردشگری شاندیز یک منطقه گردشگری بین المللی که شهر شاندیز،  شهرستان طرقبه شاندیز در استان خراسان رضوی  واقع شده است.
مجموعه یک هزار و 200 هکتار منطقه، 660 هکتار آن به صورت حفاظت شده به شکل طبیعی و به منظور توسعه گردشگری استفاده می شود.
وی گفت: 540 هکتار باقیمانده آن نیز برای توسعه گردشگری متمرکز در نظر گرفته شده است.
دیبرشورای بررسی و تصویب طرحهای مطالعاتی معاونت سرمایه گذاری سازمان میراث فرهنگی، صنایع دستی و گردشگری با اشاره به این که طرح مذکور شامل 35 دهکده گردشگری ، توریستی و اکوتوریستی است، اظهار داشت: این دهکده ها شامل دهکده سلامتی،تمدن ایرانی، کودک و طبیعت، گلف، موزه، فرهنگی، باغهای ایرانی، همایش، ورزشی و دانش است.